# Tower defense
Tower defense (em português, "defesa de torre"), é um gênero de videogames de estratégia em tempo real.
O objetivo de jogos de tower defense é tentar impedir que inimigos percorram por um mapa por meio de armadilhas para atrasá-los e torres (ou turrets) que atiram neles enquanto passam. Inimigos e torres geralmente possuem diferentes habilidades, custos e custos de habilidade. Quando um inimigo é derrotado, o jogador recebe dinheiro ou pontos, que são usados para comprar ou aperfeiçoar torres e armadilhas, ou aumentar o limite de dinheiro ou pontos que são recompensados, ou até elevar a taxa com a qual eles são recebidos.
A seleção e posicionamento de torres pessoais é a estratégia essencial do jogo. Muitos jogos, como Flash Element Tower Defense, possuem inimigos que percorrem um "labirinto", o que permite que o jogador posicione torres estrategicamente para melhores efeitos. Entretanto, algumas versões do gênero forçam o jogador a criar um labirinto com as suas próprias torres, como Desktop Tower Defense. Algumas versões são um meio-termo destes dois tipos, com caminhos pré-definidos que podem ser modificados a certo ponto com posicionamento de torres, ou torres que podem ser modificadas com a colocação de caminhos. Existem também jogos como o brasileiro Antbuster, que traz inimigos dotados de inteligência artificial que tentam desviar das torres.

## Veja
- Categoria:Jogos de Tower defense